# Шультайс, Ольга Эдуардовна
Ольга Эдуардовна Шультайс (англ. Olga Schulteis, ранее известна как —  V’ОLGA; род. 25 сентября 1986, Ашхабад, Туркменская ССР, СССР) — артистка российской и зарубежной эстрады, композитор и ведущая светских мероприятий .
Первую известность приобрела после исполнения песни «Милле Милья», которая стала главным саундтреком фильма Mille Miglia. 
В 2020 году Ольга набрала наибольшее количество голосов в конкурсе Ру ТВ с клипом «Остывший чай» , а сингл «Алло» вошёл в топ русского Itunes и стал хитом, одержав победу в премии телеканала Муз-ТВ.
В декабре 2022 года Ольга Шультайс стала лауреатом церемонии ежегодной премии «Fashion TV New Year Awards 2022»  в номинации «Музыка и стиль» 
В декабре 2023 года Ольге вручили музыкальную премию «BLOGGERS MUSIC AWARDS»  в номинации «Прорыв года»   от телеканала «Music Box Russia».
Апрель 2024 года добавил диплом лауреата в номинации "Музыка со смыслом"  на торжественной церемонии награждения премии «BRAND AWARDS 2024» .
Также в 2024 году Ольга Шультайс одержала победу в ежегодном всероссийском конкурсе красоты для женщин бизнеса в номинации «Королева бизнеса России» , «Best singer Москвы», «Grand prix миссис бизнес Москва», «Народный выбор миссис бизнес Москва», «Бизнес персона России».
На ежегодной международной премии Prime One «Человек года» Ольга Шультайс «по мнению экспертного жюри единогласно получила свою награду за популяризацию российской музыки на международном рынке» .

## Биография
Ольга Шультайс родилась 25 сентября 1986 года в городе Ашхабад, в семье командира корабля воздушного судна и начальницы службы бортпроводников. Мама исполнительницы умерла, когда девочке было 9 лет.
Ольга закончила музыкальную школу по классу фортепиано и вокала.
Поступила в Университет прикладных технических и экономических наук в Берлине на факультет бизнес-коммуникаций.
После переезда в Россию, Ольга приступила к занятиям с педагогами для оттачивания профессиональных навыков.
В 2016 году Ольга исполнила песню «Милле Милья» — главный саундтрек фильма «Гонки по-итальянски».
В 2019 году певица впервые выступила с концертом в родном Туркменистане. Почётными зрителями концерта стали Президент Туркменистана и главы правительств пяти прикаспийских государств.
В 2020 году Ольга выиграла конкурс Ру ТВ с клипом «Остывший чай», а сингл «Алло» вошёл в топ русского Itunes и стал хитом, одержав победу в премии телеканала Муз-ТВ.
В 2022 году певица окончила магистратуру по специальности «Эстрадно-Джазовый вокал» и написала диссертацию на тему «Влияние музыки на молодёжь в Германии на примере XX века».

## Личная жизнь
Ольга замужем; в браке родились дочь Анна, которая к пяти годам выпустила песни «Мама» , «Деда» и сын Ян.

## Дискография
Студийный альбом
- «Селфи» (2021)
- «Фатум» (2020)[22]

Синглы
- «Мой человек» (2025)
- «Неслучайность» (2025)
- «Касаясь» (2025)
- «Через тернии к звездам» (2024)
- «Фантазируй» (2024)
- «Мой» (2024)
- «Тарантино» (2024)
- «Люди как звезды» (2024) [23]
- «Кричу в Тебя» (2023)
- «Посвящаю» (2023)
- «Ревнуешь» (2023)
- «Пап» (2023)
- «Happy end» (2023)
- «Мне с тобой повезло» (2022)
- «Любовь мамы» (2022)
- «I’m Ok» (2021)
- «Сломаны цветы» (2021)
- «Кроме любви» (2021)
- «Тёмный ангел» (2021)
- «Алло» (2020)[24]
- «Переборола» (2020)
- «Столица» (2020)
- «Гореть» (2020)
- «Альтернативная реальность» (2020)
- «Птицы» (2020)
- «Фатум» (2020)[25]
- «Остывший чай» (2020)
- «Береги нас» (2020)
- «Это тебе» (2019)
- «До утра» (2018)
- «Ловила» (2017)
- «Вредной» (2017)
- «Где бы ты не был» (2017)
- «Переборола» (2017)
- «Милле Милья» (2016)

Видеоклипы
- «Любовь мамы» (2023)
- «Остывший чай» (2020)[26]
- «Алло» (2020)[27]
- «Это тебе» (2019)
- «Ловила» (2017)
- «Милле Милья» (2016)